# Lophium mytilinum
Lophium es un género monotípico de hongos perteneciente a la familia Mytilinidiaceae. Su única especie es Lophium mytilinum.